# День российской анимации
День российской анимации — памятный день России.

## События
8 апреля 1912 года был впервые показан кукольный фильм Прекрасная Люканида, или Война усачей с рогачами.

## Традиции
В этот день проходят просмотры мультфильмов, выставки и фестивали. Ведущих мультипликаторов награждают премией Икар

## В современной России
12 августа 2022 Президент России подписал указ о праздновании дня российской анимации.